# Ноябрський міський округ
Ноя́брський міський округ (рос. Ноябрьский городской округн) — адміністративна одиниця Ямало-Ненецького автономного округу Російської Федерації.
Адміністративний центр — місто та єдиний населений пункт Ноябрськ.

## Населення
Населення району становить 106930 (2018; 110620 у 2010, 102949 у 2002).
Станом на 2002 рік існувала Ноябрська міська рада, якій підпорядковувались місто Ноябрськ, Вингапуровська сільська рада (селище Вингапуровський) та Холмська сільська рада (селище Холми).

## Склад
До складу міського округу входять:
| Населений пункт         | Населення, осіб (2002) | Населення, осіб (2010) |
| ----------------------- | ---------------------- | ---------------------- |
| Вингапуровський, селище | 6509                   | -                      |
| Ноябрськ, місто         | 96440                  | 110620                 |
| Холми, селище           | 0                      | -                      |